# Sigrid
Pour les articles homonymes, voir Sigrid (homonymie).
Sigrid /s Ï ɡ r ɪ d / est un prénom féminin scandinave provenant du vieux norrois Sigríðr, ce qui signifie « victoire » ou « sagesse », suivi de « beau ». Ainsi, Sigrid = Sigr + fríðr (« victoire » et « beau », respectivement). 
Les surnoms courants incluent Siri, Sigga, Sig et Sigi. Une variante estonienne est Siiri. La version lettone du prénom est Zigrīda.

## Personnalités
- Sigrid, chanteuse norvégienne, née en 1996 ;
- Princesse Sigrid de Suède, princesse suédoise ;
- Sigrid Alegría, actrice chilienne, née en 1974 ;
- Sigrid Agren, mannequin de nationalité française, née en 1992 ;
- Sigrid Banér, épistolière suédoise ;
- Sigrid Björkegren (1845–1936), entrepreneuse suédoise ;
- Sigrid Bouaziz, actrice française, née en 1984 ou 1985 ;
- Sigrid Brahe, comtesse suédoise ;
- Sigrid D. Peyerimhoff, chimiste allemande ;
- Sigrid Eskilsdotter (Banér), noble suédoise ;
- Sigrid Fick (1887-1979), joueuse de tennis suédoise ;
- Sigrid Fry-Revere, bioéthicienne américaine ;
- Sigrid Gurie (1911-1969), actrice américaine ;
- Sigrid la Hautaine (v. 968-1014) — aussi connue sous son nom slave, Świętosława —, Suédoise, peut-être Slave, reine de Suède puis du Danemark ;
- Sigrid Hjertén (1885-1948), peintre suédoise ;
- Sigrid Holmquist, actrice suédoise ;
- Sigrid Holmwood, artiste britannique ;
- Sigrid Hunke (1913-1999), historienne et auteure allemande ;
- Sigrid Kaag, diplomate néerlandaise, née en 1961 ;
- Sigrid Kirchmann, sauteuse en hauteur autrichienne, née en 1966 ;
- Sigrid Kruse (1867-1950), éducatrice suédoise, écrivain pour enfants et suffragette ;
- Sigrid Lidströmer, romancière suédoise ;
- Sigrid Nunez, romancière américaine, née en 1951 ;
- Sigrid Sepp, nageuse estonienne ;
- Sigrid Schultz, correspondante de guerre américaine ;
- Sigrid Sparre, dame d'honneur suédoise ;
- Sigrid Sture, gouverneur suédoise ;
- Sigrid Thornton, actrice australienne, née en 1959 ;
- Sigrid Undset (1882-1949), romancière norvégienne, lauréate du prix Nobel en 1928 ;
- Sigrid Valdis (1935-2007), actrice américaine ;
- Sigrid Wille, skieuse allemande, née en 1969 ;
- Sigrid Wolf, skieuse autrichienne, née en 1964.

## Voir également
- (1493) Sigrid, un astéroïde ;
- Siri (logiciel).